# Fassade
Fassade (с нем. — «фасад») — седьмой студийный альбом швейцарской готик-метал-группы Lacrimosa. Релиз состоялся одновременно на собственном лейбле Тило Вольффа Hall of Sermon и крупном немецком лейбле Nuclear Blast в 2001 году. Все композиции написаны Тило Вольффом, кроме трека «Senses», автором которого является Анне Нурми. В преддверии альбома был выпущен сингл «Der Morgen Danach».

## Список композиций
Слова и музыка всех песен — (если не указано иначе) — Тило Вольф.
| №                   | Название                               | Перевод             | Длительность |
| ------------------- | -------------------------------------- | ------------------- | ------------ |
| 1.                  | «Fassade — 1. Satz»                    | Фасад — 1 часть     | 9:19         |
| 2.                  | «Der Morgen Danach»                    | Наутро              | 4:26         |
| 3.                  | «Senses» (Слова и музыка — Анне Нурми) | Чувства             | 6:04         |
| 4.                  | «Warum so tief»                        | За что так глубоко  | 9:11         |
| 5.                  | «Fassade — 2. Satz»                    | Фасад — 2 часть     | 5:34         |
| 6.                  | «Liebesspiel»                          | Игра в любовь       | 4:38         |
| 7.                  | «Stumme Worte»                         | Немые слова         | 5:58         |
| 8.                  | «Fassade — 3. Satz»                    | Фасад — 3 часть     | 7:45         |
| Общая длительность: | Общая длительность:                    | Общая длительность: | 52:55        |

## Участники записи
В записи альбома приняли участие:
Lacrimosa
- Тило Вольфф (нем. Tilo Wolff) — тексты, музыка, вокал, оркестровки, аранжировка
- Анне Нурми (фин. Anne Nurmi) — текст и музыка композиции «Senses», вокал, клавишные

Музыканты и вокалисты
- Джэй Пи. (англ. Jay P.) — гитара, бас-гитара
- ЭйСи (англ. AC) — ударные
- Манне Улиг (нем. Manne Uhlig) — ударные
- Рафаэла Майхаус (нем. Raphaela Mayhaus) — сопрано
- Урсула Риттер (нем. Ursula Ritter) — альт
- Бьёрн Вестлунд (нем. Björn Westlund) — флейта
- Томас Роде (нем. Thomas Rohde) — гобой
- Ларри Элам (нем. Larry Elam) — труба
- Штефан Пинтер (нем. Stefan Pinter) — первая скрипка
- Родриго Райхель (нем. Rodrigo Reichel) — вторая скрипка
- Димитри Хоффман (нем. Dimitri Hoffmann) — альт
- Кристофер Грот (нем. Christof Groth) — виолончель
- Катарина К. Буннерс (нем. Katharina C. Bunners) — контрабас

Оркестры и хор
- Ансамбль Розенберга (нем. Rosenberg Ensemble) — хор
- Филармония Шпильман-Шнайдер (нем. Spielmann-Schnyder Philharmonie)
- Немецкий бабельсбергский оркестр кино (нем. Deutsches Filmorchester Babelsberg)